# ズデノ・シュトルバ
ズデノ・シュトルバ（Zdeno Štrba、1976年6月9日 - ）は、スロバキアの元サッカー選手。元スロバキア代表。ポジションはミッドフィールダー。

## 経歴
2003年2月にスロバキア代表デビュー。デビュー戦後、出場機会が無かったが、2006年11月に代表復帰、2010 FIFAワールドカップ・ヨーロッパ予選でも多くの試合に出場、ワールドカップ初出場に貢献した。2010 FIFAワールドカップではグループリーグの全3試合に先発出場した。スロバキア代表として通算26試合に出場した。

## 代表歴

### 出場大会
- スロバキア代表
  - 2010 FIFAワールドカップ

### 試合数
- 国際Aマッチ 26試合 0得点（2003年-2010年）[1]

| スロバキア代表 | 国際Aマッチ | 国際Aマッチ |
| 年             | 出場        | 得点        |
| -------------- | ----------- | ----------- |
| 2003           | 1           | 0           |
| 2004           | 0           | 0           |
| 2005           | 0           | 0           |
| 2006           | 1           | 0           |
| 2007           | 5           | 0           |
| 2008           | 3           | 0           |
| 2009           | 9           | 0           |
| 2010           | 7           | 0           |
| 通算           | 26          | 0           |